# Lennox grófja
A Lennox gróf skót főnemesi cím, amit öt alkalommal hoztak létre. Az első létrehozás (XII. század) a Lennox területén élő törzs vezetője részére történt, aki Lennox mormaer-je volt. A Stewart klán Skócia főudvarmesterét adó ágának egyik vezetője elvette az utolsó Lennox grófnőt – bár a cím öröklésére így nem lett jogosult, de később a cím újra megszerzéséhez ez fontos lépés volt. Ezt bizonyítja a második létrehozás (1488) John Stewart részére. A Stewart család skót és angol királyokat adott, így amikor a Lennox grófja cím megszűnt, azt az uralkodó rendre újra létrehozta (1571, 1580 és 1581). Az ötödik létrehozás első grófja, Esmé Stewart elnyerte a Lennox hercege címet.
A Stewart család Lennox grófját adó ága Franciaországban is megvetette a lábát, a francia uralkodó az örökölhető Seigneur d'Aubigny“ (Aubigny ura) címet adományozta John Stewart of Darnley-nak. Ez a cím a családban vagy a fiatalabb fiú testvéré, vagy annak leszármazottjáé – a családfákon feltüntettük viselőiket is. A Seigneur d'Aubigny“ cím 1672-ben megszűnt, a francia király 1684-ben Aubginy hercege ranggal hozta létr újra – és a cím hamarosan Lennox hercegei birtokába került.  
A Lennox hercege cím mellé a család leszármazottai elnyerték a Richmond hercege és a Gordon hercege címet is.

## A szócikk speciális jelölései
- A szócikkhez szorosan kötődő főnemesi címek mellett előfordulhat a ( 1488 II) jelzés. Ez azt jelenti, hogy a nemesi címet a skót peerage-ben, főrendben hozták létre 1488-ban. Ez volt a cím második létrehozása. Gyakran csak a létrehozás sorszámát jelentő római számokat adjuk meg.
- A családfán feltüntetett személyek esetén a fontosabbak neve kék. A névre kattintva vagy ezen a szócikken belül az adott személy ismertetésére ugorhat, ha a személyről önálló szócikk létezik – mint az összes uralkodó esetén –, úgy átlép az adott szócikk oldalra. Ha a név fekete, akkor a mellette található jegyzetszámra kattintva olvasható pár mondatos ismertető. Ha nincs ismertető, akkor az adott személy jelentéktelen. A férjek és feleségek szinte minden esetben másik szócikkre visznek.
- A családfán azon házaspárok esetén, ahol mindketten szerepelnek (rokon-házasság), az összetartozást ♣ ♠ és ♦ jelekkel mutatjuk meg.
- A családfán nem szerepel az összes leszármazott, nem tüntettük fel az összes feleséget.

## A Lennox
A Lennox (skót gaelül: Leamhnachd, ejtése [ˈʎãũnəxk]) Skócia régiója, a Leven folyó völgye, beleértve annak nagy tavát, a Loch Lomondot is. A folyó gael neve Lìomhann, amelynek jelentése „sima folyó”. Az angolosított alakja „Leven“. A környező terület neve „sima folyó mezeje” volt, amely gaelül Leamhnachd, ez angolosítva Levenauchen, majd Levenachs, majd puhítva Levenax, még később Lennax-szá vált, végül egyszerűen Lennox lett a terület neve. A Lennox nem tartozott Skócia hét ősi tartománya közé, hanem a középkorban alakult tartománnyá. A kerület magában foglalta az ősi Dumbarton seriffhivatal teljes területét, de Campsie és Kilsyth is a Lennox grófok fennhatósága alá tartoztak. A XIX. század közepén végrehajtott helyi közigazgatási reformok során Lennox tartományt átszervezték Dunbartonshire megyévé, amikor a Loch Lomond északkeleti partját Stirlingshire-hez csatolták.

## Lennox grófja, első létrehozás

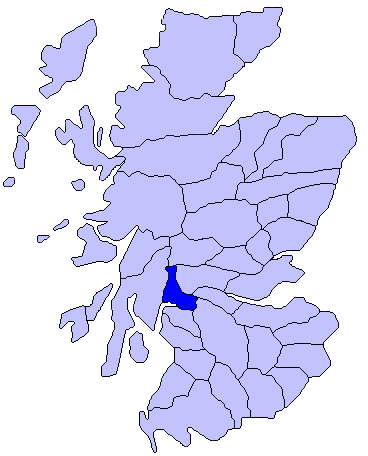
Lennox terület térképe

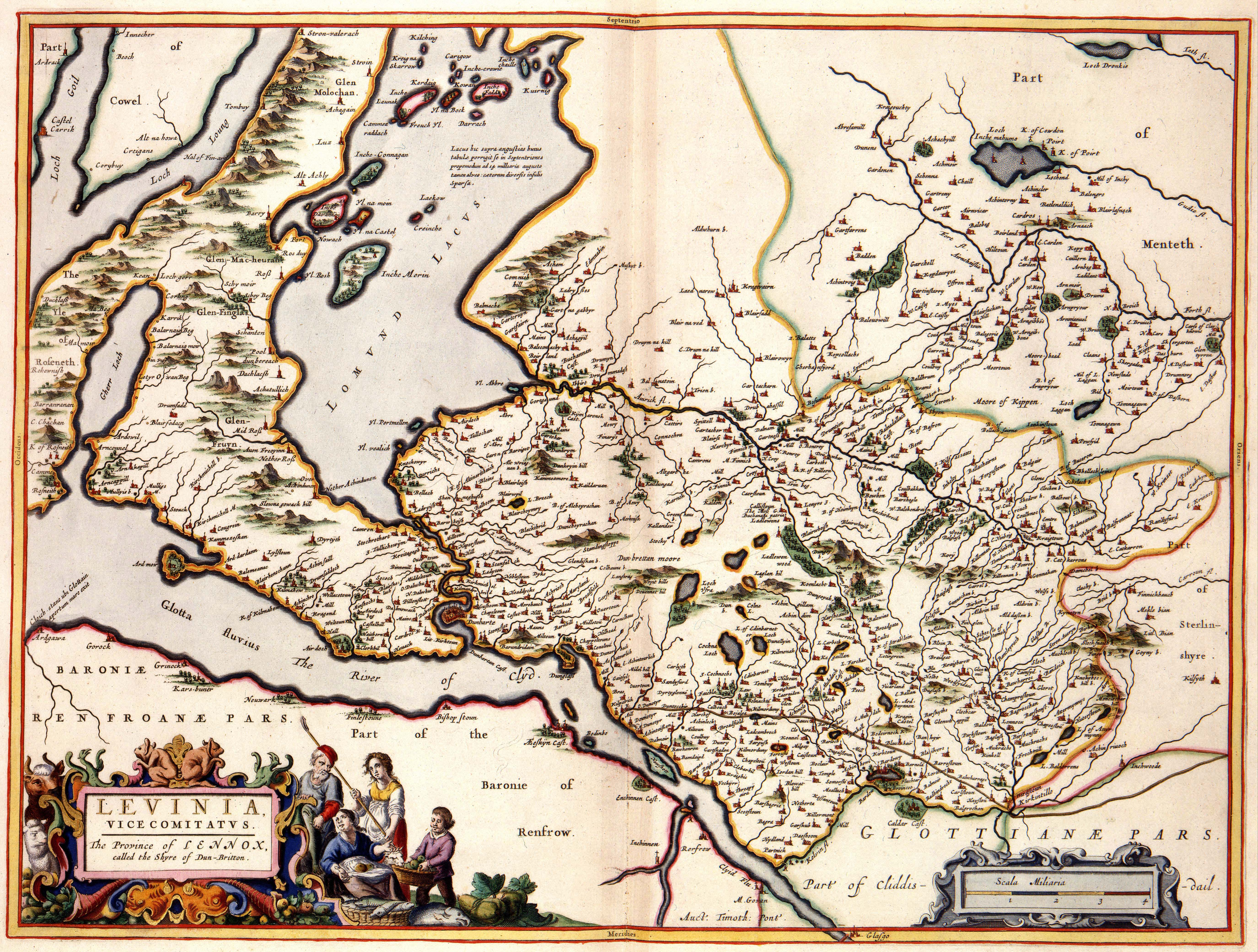
A skót Lennox tartomány térképét Joan Blaeu (1598-1673) tette közzé Skócia atlaszában 1654-ben. Bár a skót kormány megbízásából Robert Gordon of Straloch (1580-1661) által készített részletes leírások alkották, a legtöbb térképet közvetlenül Timothy Pont (1560-1614) skót térképész kéziratából másolta át

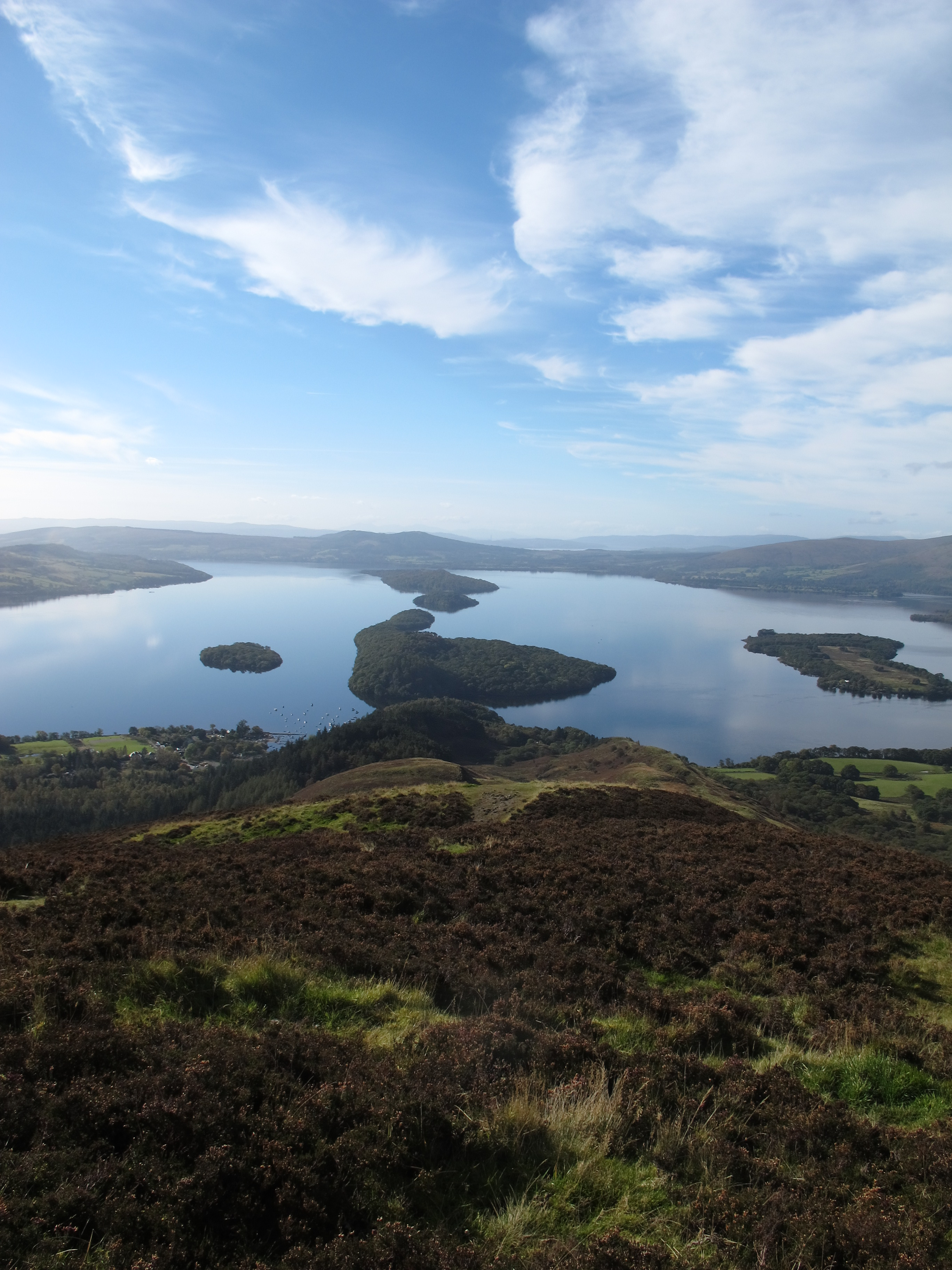
Loch Lomond a West Highland Way-ból. Délnyugat felé nézve a Conic Hill csúcsgerince alól. Ez a kép a Highland Geological Fault vonala mentén néz a legközelebbi Inchcailloch, Torrinch, Creinch és Inchmurrin szigeteire, Ben Bowie a domb, amely a tó túloldalán látható

Az első Lennox grófi cím létrehozásának nem ismert a pontos dátuma, a XII. században került rá sor. Az első grófi cím első időkben a helyi vezető nemesi család birtokában volt – ekkor a mormaer megnevezést használták inkább. Évszázadok telek el, mialatt Lennox betagozódott a skót királyságba és a mormaer címből Lennox grófja lett, a mormaerdomból pedig grófság. Az első idők uralkodóiról, mormaereiről, grófjairól nem sok megbízható információ maradt fent.
A családfákon a Lennox grófja, Lennox mormaer-je és Lennox hercege címek öröklődésében szerepet játszó személyek szerepelnek. Feltüntettük a Stewart–, majd Stuart-ház azon tagjait is, akik a Lennox főnemesi címek kapcsán fontos szerepet játszottak – például Skócia főudvarmesterei –, illetve néhány érdekesebb családi kapcsolódási pontot is. A Stewart/Stuart ház adta skót királyok egy része is szerepel messze nem a teljesség igényével. A családfát több részre bontva mutatjuk, az egyes részek közti kapcsolódást jelezzük.  A kék színű nevekre kattintva a szócikken belül az adott személyt bemutató részre ugorhat.
Dávid skót királyi herceg (1152–1219), Huntingdon 4. grófja
Dávid skót herceg (1152 – 1219. június 17.) Huntingdon grófja, I. Dávid skót király unokája, valamint két skót király, (Szűz) Malcolm és (Oroszlán) Vilmos öccse volt. Miután bátyja, Vilmos trónra lépett, Dávid megkapta Huntingdon grófságát, később fia, John követte őt a grófi címben.  Miután a skót király  visszatért angliai fogságából, 1174-ben Dávidnak adományozta (feu) Lennoxot. A herceg rövid ideig uralta ezt a területet – Lennox egyik korai skót irányítója volt –, mielőtt átadták helyi nemeseknek. 1190-ben felügyeleti jogot kapott Dundee és kikötője felett. Ugyanebben az évben megalapította Fife-ben a Lindores-apátságot, Dundee-ben pedig a Szűz Mária-templomot.
Első családfa
- Ailín I (–1178), mormaer[m 1] / Lennox 1. grófja
  - Ailín II (–1217), mormaer / Lennox 2. grófja
    - Maol Domhnaich / Maldoven (–1250), mormaer / Lennox 3. grófja. Felesége Elisabeth Stewart
      - innen lásd (folytatás)

A neveket két formában adjuk meg. Az első a gael nyelvű (skót gael és ír gael), a második az angol nyelvű változat.
Ailín I / Alwin I (–~1178), mormaer / Lennox 1. grófja
Ailín (Alún, Alwin, Alwyn 'Og' Mac Mureadhach) 1178 előtt uralkodott Lennoxban. Mindöeesze két forrás tesz említést róla, kevés konkrét információ ismert. Nem biztos, hogy valaha is hivatalosan elismerték Lennox mormaerjeként, bár egy forrás így hivatkozik rá. I. Vilmos skót király testvérének, Dávidnak hűbérbirtokul (feu) adta a területet 1178-ban, később azonban a földet visszaadták egy helyi nemesnek, Ailín I fiának, Ailín II-nek, akit már hivatalosan elismertek mormaernek (comes). Az okok ismeretlenek. Talán a korona soha nem is gyakorolt tényleges ellenőrzést a terület felett, vagy Lennox határvidéke elvesztette jelentőségét Somhairle mac Gille Bhrigdhe veresége és halála után. Egyes vélemények szerint Ailín I soha nem volt mormaer.
Ailín II / Alwin II (– 1217), mormaer / Lennox 2. grófja
Ailín II mormaer (Ailean, Alwyn) Ailín I mormaer fia volt, a XIII. század elejétől 1217-es haláláig uralkodott Lennoxban. A többi skót mormaerrel ellentétben kevés szerepet játszott a skót királyság szélesebb társadalmi életében. Lennox abban az időben a skót gael központi területek és az argylli norvég-gael földek közötti határvidék volt. Az országos ügyek iránti érdeklődés hiánya miatt Ailin jelenlétét nem rögzítették II. Sándor király 1214-es Scone-i koronázásán. Feleségül vette Menteith Évát, Gilchrist Menteith, Menteith 1. grófjának lányát. 1216-ban halt meg.Ailinnek tíz fia volt, akik közül az egyik megalapította a MacFarlane klánt, míg egy másik Walter of Fasselane őse volt, aki feleségül vette a Lennox 6. grófjának örökösét.
Maol Domhnaich / Maldoven (–1250), mormaer / Lennox 3. grófja
Maol Domhnaich mormaer 1217–1250 között uralkodott Lennox mormaereként. Apjához hasonlóan ő sem mutatott érdeklődést francia vagy angol telepesek behívása iránt. A modern történészek körében egyike volt a XIII. századi Skócia konzervatívabb gael uralkodóinak. Hű maradt királyához, nincs bizonyíték arra, hogy részt vett volna a korszak gyakori nyugat-orientált lázadásaiban. A mormaer elküldte fiát, Malcolmot, a király 1232-es Morayshire-i hadjáratába. Tanúja volt az 1237-es newcastle-i szerződésnek, amelyet II. Sándor skót király és sógora, III. Henrik angol király kötött az északi megyék vitatott kérdésében. Noha a király bizalmát élvezte, 1238-ban az uralkodó sajátjává nyilvánította Dumbarton várát, így erősítve meg uralkodói jelenlétét Lennoxban. Ugyanakkor oklevélben Maol Domhnaich-t nevezte ki a hűbérbirtok katonai parancsnokává.
Maol Domhnaich felesége Beatrix vagy Erzsébet volt, Walter Stewart, Skócia 3. főudvarmesterének lánya. Egyik forrás szerint két fia – Maol Choluim és Donnchadh – és egy lánya született. A másik forrás szerint egy fia – Malcolm (–1290/1292) és egy lánya – Ada – volt.. A fiúk tekintetében a két forrás egymásnak ellentmond, a lány esetében megegyezik. Ada (~1216–~1260) férje, Malcolm Beg Drummond (~1190–1259), Lennox 6. Thane-je volt. A mormaer címnél kisebb, de hasonló rang a thane (skótul: tòiseach), amely szintén kelta eredetű skót nemesi cím volt, de kisebb területeket irányított, mint a mormaer. A thane volt felelős voltak kisebb régióért, amelyek lehettek kis, nem főnemesi értelemben vett báró birtok, de a mormaerdomokhoz képest jelentéktelenebb területek voltak.
Ezzel a házassággal kapcsolódott össze (először) a Lennox grófság és a Stewart család. A Stewartok első képviselőit a következő családfa mutatja.
Malcolm (–1290/1292) ?
Malcolm létezése kérdéses, mert a két forrás egymásnak ellentmond. Egyik forrás szerint Maol Domhnaich egyik fia volt Malcolom, aki apja volt Maol Choluim I-nak. A másik forrás nem említi, e szerint Maol Domhnaich-nak nem az unokája, hanem fia volt Maol Choluim I.. Egyik forrás sem nevezi Malcolmot mormaernek vagy Lennox grófjának.
Maol Choluim I / Malcolm (–1303), mormaer / Lennox 4. grófja
Korai támogatója volt a Bruce-háznak. 1292-ben I. Eduárd angol király udvarában volt jelen. Maol Choluim csatlakozott Andrew de Moray és William Wallace felkeléséhez.
Maol Choluim II / Malcolm II (–1333), mormaer / Lennox 5. grófja

Lennox címer: A pajzson hullámos szélekkel rendelkező sókereszt négy vörös rózsa között, mindegyik természetes színű

Malcolm hűséget esküdött I. Eduárd angol királynak, embereket toborozott seregébe a grófságból. Ugyanakkor apjához és nagyapjához hasonlóan támogatta a skót uralkodót, udvarában élt, amíg közeli családtagja, John Menteith felügyelte a grófságot. Részt vett I. Róbert 1306. március 25-i edinburghi koronázásán, aláírója volt az 1320-as Arbroath-i Nyilatkozat egyik aláírója volt. Malcolm 1333-ban halt meg a Bruce-ügyért harcolva az angol-Balliol szövetség ellen a Halidon Hill-i csatában.
Domhnall / Donald (–1365), mormaer / Lennox 6. grófja
Donald, Lennox 6. grófja 1333 és 1365 között uralkodott Lennoxban. Donald II. Dávid király oldalán harcolt a második skót függetlenségi háborúban. Dávid király legalább egy tucatszor tartózkodott a lennoxi Dumbartonban 1341 és 1346 között. A Neville's Cross-i csatában (1346) az angolok a királyt és sok skót nemest elfogták. Donald gróf részt vett az 1357. szeptember 26-i edinburgh-i parlamenten, ahol másokkal együtt kijelölte a plenipotenciáriusokat Dávid király váltságdíjának tárgyalására. A gróf 1361. május 2-án oklevelet kapott II. Dávid királytól, amely megerősítette III. Sándor skót király által korábban tett nagy erdőterület adományozását.
Margaret (-1384), Lennox 7. grófnője
Margaret, Lennox grófnője feleségül ment unokatestvéréhez, Walter de Fasselane-hez, aki szintén Ailín II Lennox korábbi grófjaitól származott.
Baltar mac Amlaimh / Walter of Faslane, mormaer / (jure uxoris) Lennox 7. grófja
Walter of Faslane elvette Domhall lányát, Margaretet, a Lennox grófság – fiú utód hiányában – örökösét. Így Domhall halálakor felesége jogán (jure uxoris) Lennox grófja lett 1365 és 1385 között. Domhnall szándéka az volt, hogy a házasság lehetővé tegye unokája, Duncan utódlását, de Walter ezt nem támogatta, magának akarta a grófságot. 1384 nyarán II. Róbert király  két oklevelet adott ki, amelyek formálisan átruházták a grófságot Walterre. Aki egy évvel később feleségével, Margarettel lemondott a grófságról legidősebb fiuk, Duncan javára. Az okot egyes történészek a későbbi III. Róbert skót király növekvő befolyásának tudják be. Bár Walter és Margaret látszólag átengedte a grófi címet és a grófságot Duncannek, Duncan uralma a Loch Lomond-i Inchmurrin kastélyhoz  korlátozódott.
Donnchadh / Duncan (~1345–1425), mormaer / Lennox 8. grófja
Nagyapja, Domhnall szándéka, hogy unokája, Duncan örökölje a Lennox grófságot fennakadt Domhall lányának, Margaret férjén. Királyi közrehatásra adták csak át a grófságot. Bár Walter és Margaret látszólag átengedte a grófi címet és a grófságot Duncannek, Duncan uralma a Loch Lomond-i Inchmurrin kastélyhoz korlátozódott. Duncan szoros kapcsolatban állt II. Róbert király Elisabeth Mure-tól származó második fiával, Robert Stewarttal, Albany 1. hercegével, aki Skócia régense volt. 1392-ben Duncan találkozott Roberttel Inchmurrinben, és beleegyezett, hogy feleségül adja lányát, Isabellát Robert fiához, Murdoch-hoz, ha Robert biztosíthatja számára a grófságot. Az üzlet biztosította, hogy Duncan halála után a grófság a Stewartokra szálljon át. Duncan így az Albany–Stewart érdekközpont részévé vált. Albany hercege régensként működött Jakab király angliai bebörtönzése alatt. Albany megtagadta, hogy Jakab királyt váltságdíjért kiváltsa, később megpróbálta megakadályozni visszatérését. A király visszatérése után megkérdőjelezték a hatalmát. Így a Stewart-kapcsolat Duncan bukásához is vezetett. 1425-ben Lennox-ot az I. Jakab király elleni lázadás miatt Stirlingben kivégezték számos közeli rokonával együtt.
Isabel (~1370–~1458), Albany 2. hercegnéje (1420), Lennox 9. grófnője (1437)
Isabel (Isabella) volt az utolsó a skót mormaerek vagy őshonos uralkodók sorában. Murdoch Stewart, Albany 2. hercegének feleségeként Albany hercegnéje volt 1420 és 1425 között. Azonban 1425-ben családját szinte teljesen kiirtották, amikor férjét, apját és két fiát – Walter Stewart-ot, Fife urát (1394/1410–1425) és Alexander Stewart-ot (1395/1410–1425) 1425. május 24-én I. Jakab skót király kivégeztette a lázadásuk miatt. Csak legkisebb fia, James Stewart (1395/1426–1451) élte túl a megtorlást, Írországba menekült és ott is halt meg. Isabella a lázadás következményeképp nyolc évet kénytelen volt királyi túszként a Tantallon kastélyban tölteni, 1433-ban szabadult. 1437-re visszaszerezte földjét és Lennox grófnői címét. A következő néhány évben, bár kénytelen volt tartományát a Loch Lomond szigeten épült állambeli Inchmurrin kastélyból irányítani. Számos oklevelet adott ki, népszerű volt a tartományban. Miután visszanyerte szabadságát, Isabella elhozta fiatal unokáit, hogy inchmurrini kastélyába neveljék őket.
Amikor Isabella 1458-ban meghalt, a legrégebbi, folyamatosan fennálló gael mormaerdom ért véget. Ekkorra Isabella mind a négy fia halott volt, de unokái éltek. A Lennox grófja cím halálával megszűnt.
Második családfa
- Alan fitz Flaad (1070 Dol-de-Bretagne – 1114)[m 13]
  - Walter fitz Alan (~1110 Melrose apátság – 1178), Skócia 1. főudvarmestere [m 14]
    - Alan fitz Walter(1140–1204), Skócia 2. főudvarmestere[m 15]
      - Walter Stewart (~1198 – 1246), Skócia 3. főudvarmestere[m 16]
        - Elisabeth (Beatrix) Stewart (~1210–). Férje: Maol Domhnaich (–1250), mormaer / Lennox 3. grófja, felmenői
          - Malcolm (–1290/1292) léte kérdéses
            - Maol Choluim I / Malcolm (–1303), mormaer[m 1] / Lennox 4. grófja
              - Maol Choluim II / Malcolm (–1333), mormaer / Lennox 5. grófja
                - Domhnall / Donald (–1365), mormaer / Lennox 6. grófja
                  - Margaret (-1384), Lennox 7. grófnője. Férje: Baltar mac Amlaimh / Walter de Fasselane
                    - Donnchadh / Duncan (1345–1425), mormaer / Lennox 8. grófja
                      - Isabel (~1370–~1458) Lennox 9. grófnője. Férje: Murdoch Stewart (1362–1425), Albany 2. hercege
                      - Elizabeth (–1429) Férje: John Stewart of Darnley ♠

        - Alexander Stewart (~1214–1283), Skócia 4. főudvarmestere[m 17]
          - James Stewart (1260? - 1309. július 16.), Skócia 5. főudvarmestere[m 18]
            - Walter Stewart (1292 – 1327. április 9.), Skócia 6. főudvarmestere[m 19]
              -  II. Róbert skót király
                - innen Stewart-házi skót uralkodók:  III. Róbert,  I. Jakab,  II. Jakab,  III. Jakab,  IV. Jakab,  V. Jakab királyok,  és I. Mária királynő ♦

          - John Stewart (–1298. július 22.)[m 20]
            - Alan Stewart Dreghorn of Dreghorn (–1333) [m 21]
              - Alexander Stewart of Darnley (–1374)[m 22]
                - Alexander Stewart of Darnley (1368–1404)
                  - John Stewart of Darnley (1380–1429), Aubigny és Concressault 1. ura  Évreux 1. grófja és pair[m 23]. Felesége: Elisabeth (–1429) ♠
                    - Alan Stewart of Darnley (–1439), Aubigny 2. ura[m 24]
                    - John Stewart (-1482), Aubigny 2. ura[m 24]
                      - Bernard Stewart (1452–1508), Aubigny 3. ura[m 24]. Felesége: Anne de Maumont,  Beaumont-le-Roger grófnője
                        - Anne Stuart,  Beaumont-le-Roger grófnője (–1527). Férje: Robert Stewart (1470–1544), Aubigny 4. ura[m 24]♣

                    - Alexander Stewart (~1396–1439)
                      - John Stewart (~1430–1495)  Lennox 1. grófja (II) Folytatás a következő családfán

        - Walter Stewart (1225 – 1290-es évek)[m 25]

## Lennox grófja, második létrehozás

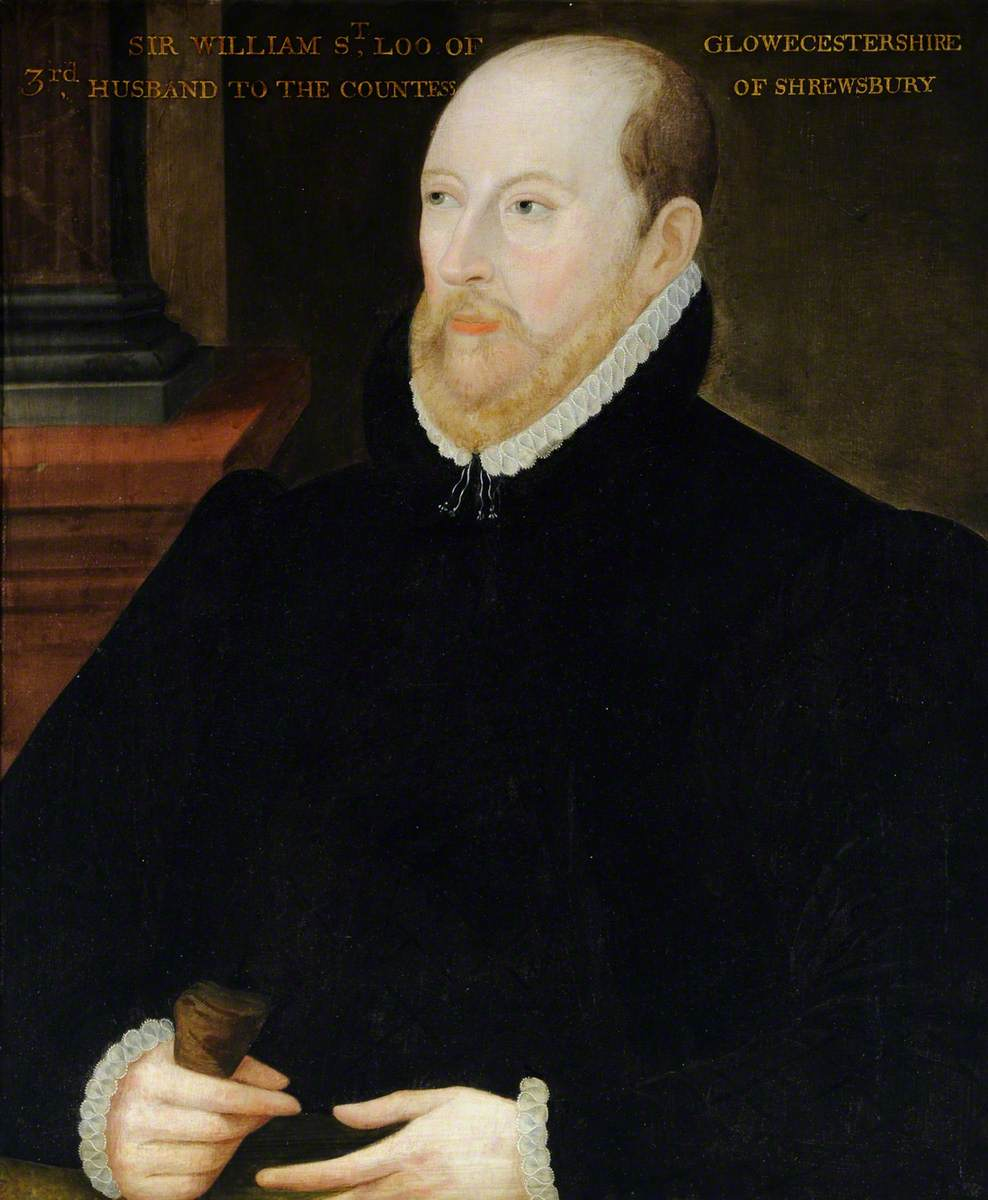
XVI. századi ismeretlen művész olaj festménye Matthew Stuarttól, Lennox 4. grófjáról.

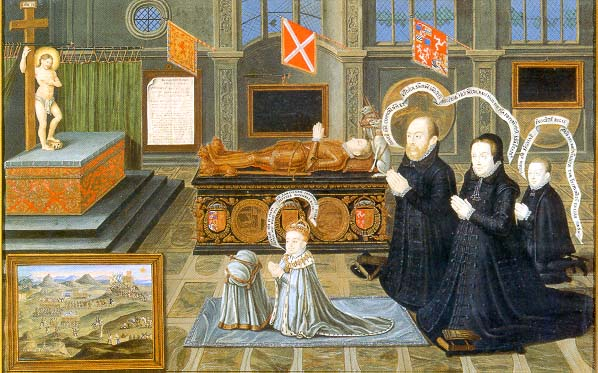
Matthew Stewart, Lennox 4. grófja, felesége Lady Margaret Douglas, fiatalabb fia, Charles Stuart, Lennox leendő 1. grófja (III), és unokája, VI. Jakab skót király a Krisztus a keresztfán kép előtt imádkozik és sír, fia, Henrik, Lord Darnley meggyilkolása miatt.

A Lennox grófja cím Isabel, a kilencedik grófnő halálával 1458 körül megszűnt. A leszármazottak közül John Stewart volt az, aki a jogi akadályokat elhárítva kiérdemelte a cím második létrehozását 1488-ban. Előfordul, hogy az egyértelműség kedvéért folyamatos sorszámozást használnak, így elkerülve a létrehozás okozta azonos sorszámokat. Az így eljárók a második létrehozás első grófját a tizedik grófnak számozzák.
John Stewart of Darnley (1430 előtt –1495), 1460-tól Lord Darnley, 1488-tól Lennox 1. grófja.
John Stewart (1430 előtt – 1495. július 8. vagy augusztus 31. vagy szeptember 11.) a Stewart család Darnley ágának leszármazottja volt, Lennox terület ura. 1460-ban Lord Darnley lett ( 1460), 1465-ben a Rothesay kastély kapitányává nevezték ki, 1477-ig viselte a tisztséget. Nagyjából ugyanebben az időben volt a nyugati angol-skót határvidék felügyelője is. Amikor Lennox grófság földjeinek felét örökölte távoli rokon és leszármazottként, hiába tudta bizonyítani, hogy a 8. gróf fiatalabb lányának, Elisabeth-nek a leszármazottja, 1473-ban nem támogatták kérését a grófi cím megöröklésére. A jogos érv szerint Elisabeth soha sem viselte a grófnői címet. John Stewart ezután alkut kötött a föld társörökössel, a 8. gróf lányával vagy unokájával, Elizabeth Menteith-szel és 1488-ig felvásárolta a lennoxi grófság másik felét. A Lennox grófja címet John of Haldane is magának követelte, mint a 8. gróf távoli leszármazottja, de nem volt jogosult az örökösségre. 1488-ban John Stewart of Darnley-t III. Jakab skót király Lennox grófjává ( 1488 II) tette, ez volt a cím második létrehozása.
A gróf és az uralkodók – III. Jakab és fia, IV. Jakab – kapcsolatáról a kevés forrás egymásnak ellentmond. Az Encyclopædia Britannicára támaszkodó forrás szerint Lennox grófja Archibald Douglas, Angus 5. grófja oldalán részt vett a III. Jakab elleni lázadásban, a The Peerage szerint viszont végig hű volt az uralkodóhoz. A Britannica szerint a IV. Jakab mellé álló Lennox ellen vonuló lázadók sikerrel megostromolták a Crookston kastélyt (ami inkább vár volt), amit a gróf védett. A The Peerage szerint ugyan megromlott kapcsolata III. Jakabbal, de  IV. Jakab uralma alatt Lennox grófja helyreállította kapcsolatát a koronával.
John Stewart 1438. május 15-én feleségül vette Margaret Montgomerie-t (1425–1493). A házasságkötés idején mindketten kiskorúak voltak. Margaret anyai nagyapja a kilmarnocki Thomas Boyd volt. A források alapján úgy tűnik, hogy Thomas Boyd azonos azzal a Boyd-dal, aki megölte Alan Stewart of Darnley-t Aubigny 2. urát egy klán viszály során 1439-ben. Alan halálát még azon a nyáron megbosszulta Alan legfiatalabb testvére, Alexander Stewart a craignaught-i klán-csatában. John Stewart 1495 nyár végén halt meg.
Matthew Stewart (~1460–1513), Lennox 2. grófja
Matthew Stewartról (kb. 1460 – 1513. szeptember 9.)  Lennox grófja kevés megbízható adat maradt fent. Első házassági szerződését Margaret Lyle-lal kötötte 1471-ben, azonban a házasság elmaradt vagy később érvénytelenítették. 1494-ben Matthew jelentős területet adott át Margaret Lyle-nak, valószínűleg kárpótlásul a házassági szerződés megszegéséért. Ugyanebben az évben feleségül vette Elizabeth Hamiltont, IV. Jakab skót király unokatestvérét. A házasság fontos politikai kapcsolatot biztosított számára, a rokoni kapcsolat miatt külön pápai engedélyre volt szükség, amelyet 1495-ben meg is kapott.
1490-ben Matthew apja átadta neki a Lennox és Darnley birtokok irányítását. Lennox grófja így a családi ügyek tényleges vezetőjévé vált, és politikai befolyását a Hamilton család támogatásával is erősítette. A Lennox és Lyle család kapcsolata azonban feszült maradt. Élete végül a skót-angol konfliktusban ért véget, amikor 1513-ban, a Flodden-mezei csatában
, IV. Jakab oldalán harcolva elesett.

John Stewart (1490–1526), Lennox 3. grófja
A harmadik Lennox gróf életéről kevés megbízható információ ismert. John Stewart (1490 – 1526. szeptember 4.) a skót titkos tanács tagja volt és az angol-skót határ keleti feléért felelős katonai parancsnok. A Linlithgow Bridge-i (Linlithgow hídi) csatára 1526. szeptember 4-én került sor, Linlithgow közelében. Ebben a csatában John Stewart, Lennox 3. grófja vezette a királypárti sereget azzal a céllal, hogy kiszabadítsa az ifjú V. Jakab skót királyt a Douglasok, különösen Archibald Douglas, Angus 6. grófja befolyása és fizikai őrizete alól. Lennox grófja és serege Linlithgow felé vonult, de James Hamilton, Arran 1. grófja katonai ellenállásába ütközött, és a csatát végül elveszítették. A harcok során Lennox emberei átkeltek a nehezen járható mocsaras területen, de a gyakorlatlan csapatok elvesztették formációjukat, így a Douglas- és Hamilton-seregek könnyen legyőzték őket. Lennoxot elfogták. A miután már fegyvertelen és fogságban esett grófot James Hamilton of Finnart megölte. Ezt az eseményt különféle történelmi források rögzítették, de eltérő részletességgel.
1512. szeptember 21-én – a közeli rokonság miatt szükséges pápai felmentéssel – elvette Elizabeth Stewartot, aki 1516-ban megszülte a következő Lennox grófját.
Matthew Stewart (1516–1571), Lennox 4. grófja
Matthew Stuart (1516. szeptember 21., Dumbarton – 1571. szeptember 4.) francia neveltetésből tért haza Skóciába 1542-ben V. Jakab skót király halálát követően. A következő évtizedeket James Hamiltonnal, Arran 2. grófjával vívott politikai és katonai küzdelmei jellemezték, a cél a skót trón volt. Arran grófja leszármazása okán előbbre sorolódott, mint Lennox, aki viszont vitatta Arran apjának legitimációját. Lennox 1544-ig a katolikus oldal egyik vezető képviselője volt, amikor is átállt az angol oldalra – Skóciában meg is fosztották minden címétől és birtokától. VIII. Henrik angol király megbízásából több támadást is intézett a katolikus skót oldal ellen. 1548-ban újabb fordulatot tett, megegyezett I. Mária skót királynő támogatóival és 1564-ben visszatért Skóciába. Visszakapta címeit és birtokait. Fia, Lord Darnley elvette Máriát, így iure uxoris Skócia királya lett, de nem koronázták meg, 1567. február 10-én megölték. Addigra már Mária megszülte egyetlen fiukat, Jakabot, Skócia és Anglia leendő királyát. 1570-ben Matthew Stewart lett Skócia régense, a kiskorú király nevében eljárva, amíg 1571. szeptember 4-én meg nem gyilkolták.
A Lennox grófi cím (második létrehozás) a halálával megszűnt. A cím örököse Henrik, Lord Darnley lett volna, de ő apja előtt halt meg, meggyilkolták. Mivel Henriknek volt élő fiú leszármazottja, Jakab, a leendő király, így Matthew Stewart halálakor ő, Jakab örökölte meg a címet. Mivel Jakab uralkodó volt, a cím megszűnt. Jakab öccse, Charles úgy lett Lennox grófja, hogy az uralkodó 1572. április 18-án újra létrehozta a címet (harmadik létrehozás).

## Lennox grófja harmadik, negyedik és ötödik létrehozása

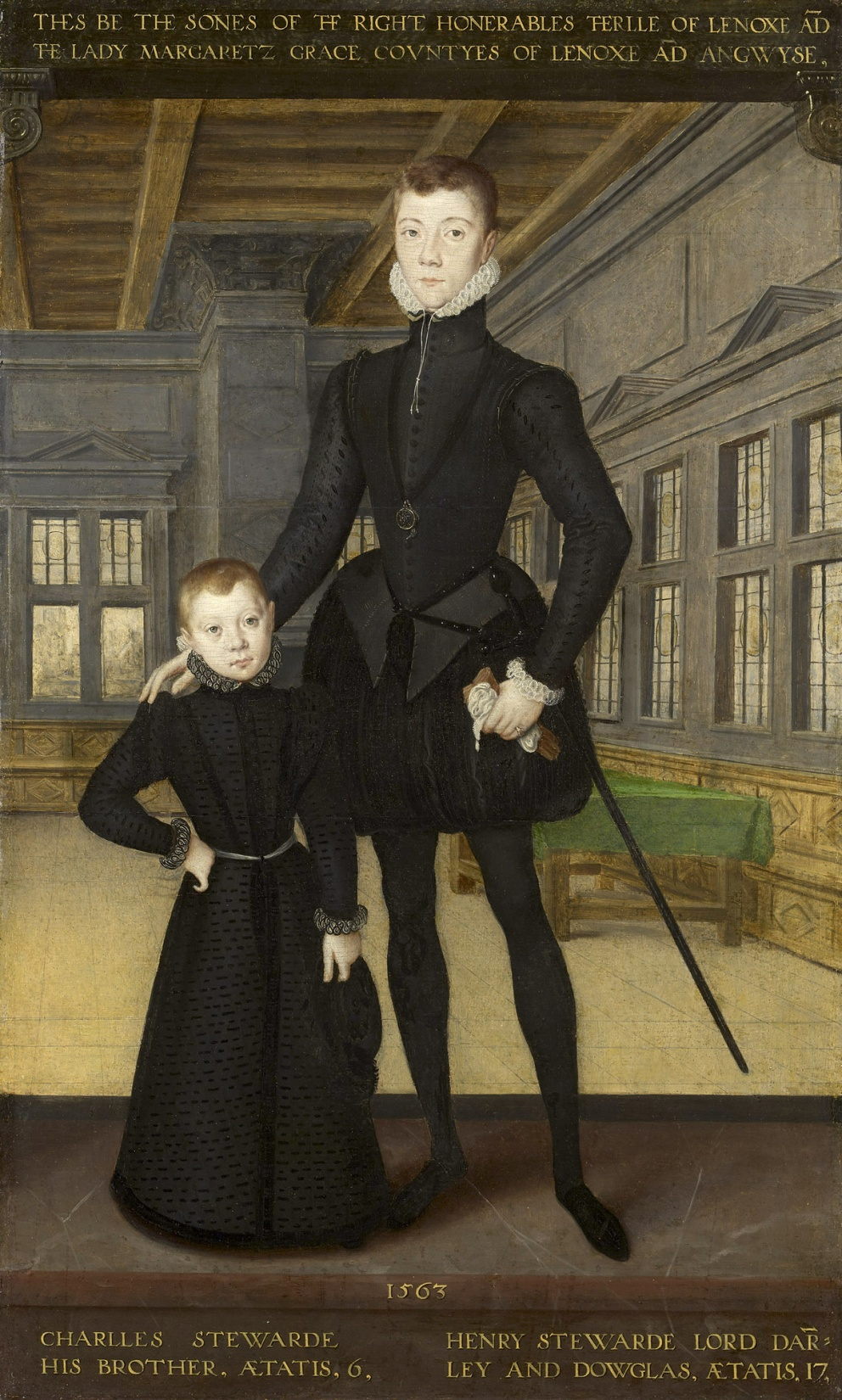
Henry Stewart 17 éves volt, Charles pedig hat, amikor ez a portré készült, legalábbis a felirat szerint. Henrynek ekkor már csak négy éve volt hátra. Henry egy fehér, hímzett zsebkendőt és kesztyűt tart a kezében, és kisujján aranygyűrűt visel. Testhezálló zekét és tökszerű formájú nadrágot (trunk-hose) visel, amely ebben az időben különösen divatos volt felnőttek körében. Nyakába akasztott fekete szalagon egy órát és egy kulcsot hord. Charles Stewart azt a szoknyaszerű ruhadarabot viseli, amelyet a kisfiúk hordtak. A kisfiúk általában négy és nyolc éves kor között kapták meg első nadrágos öltözetüket, amit „breeching”-nek neveztek. Mindkét ruha fekete szövetből készült, amelynek felületét apró szándékos vágások, azaz rojtozás díszíti változatosságot adva a textúrának. Lord Darnley fodra és mandzsettája tiszta fehér lenvászonból készült – a testi és lelki tisztaság jeleként –, míg az öccséé fekete hímzéssel van díszítve.
A festményt valószínűleg a fiúk szülei számára készítették. 1639-ben a feljegyzések szerint a Greenwich-i Királynő Galériájában volt: „a jobb oldali világos részben kisméretben teljes alakban a király nagyapja testvérével… kabátban egy perspektívás szobában, amelyben egy zöld asztal van”. A festő monogramja, HE, látható az asztal lábain.
I. Károly kivégzése után a festményt hat font értékben becsülték fel, 1651. október 23-án eladták, a restauráció után visszaszerezték, 1666-ban a Whitehall-i Long Matted Galériában állították ki. Forrás:

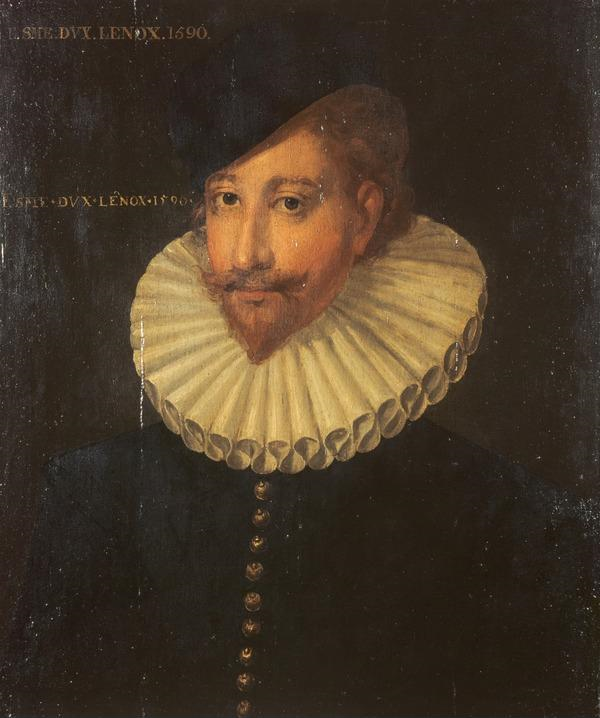
Esmé Stewart Lennox 1. grófja (V) és 1. hercege. A képen látható „ESME DUX LENOX 1590“ felirat arra utal, hogy a festmény a herceg halála (1583) után készült. Forrás:

Charles Stuart (1555–1576), Lennox 1. grófja (III)
Charles Stuart (1555–1576) apja meggyilkolása után a Lennox grófja (II) cím megszűnt. John Erskine régens újra létrehozta azt  ( 1571 III) és Charlesnak adományozta. Charles nem vett részt a skót polgárháborúkban, de gyakran látogatott Angliába, ahol ősei birtokai feküdtek. 1574-ben Erzsébet királynő beleegyezése nélkül feleségül vette Elizabeth Cavendisht, ezért Erzsébet királynő Charles anyját, Margaret Douglast a Towerbe záratta. Charles 1576-ban halt meg, hátrahagyva egyetlen gyermekét, Arabella Stuartot.
Robert Stewart (1515/1522–1586), Caithness püspöke, Lennox 1. grófja (IV) 1580-ig, 1580-tól March 1. grófja
Robert Stewart (~1522 – 1586. március 29.) John Stewart, Lennox 3. grófja (II) és Elizabeth Stewart második fia volt, Matthew Stewart, Lennox 4. grófjának (II) öccse. A klasszikus középkori elvnek megfelelően a második fiú papi pályára lépett, III. Pál pápa 1542. január 27-én kinevezte Caithness püspökévé, a tisztséget haláláig viselte.
1543-ban Matthew és Robert Stewart szembefordult Arran régens és Guise-i Mária királyné kormányával. A glasgow-i csata után, áprilisában Robert Angliába ment, ahol VIII. Henrik angol király „vendége“ volt, a király így biztosította bátyja, Matthew Anglia iránti hűségét. Matthew támogatta VIII. Henrik skót parlament által elutasított törekvését, hogy Máriát hozzáadják fiához, Eduárd herceghez. Ez az időszak „durva udvarlás“ (Rough Wooing) néven ismert. Robert egy rövid időre el– vagy visszafoglalta Dumbarton kastélyát.
Skóciában rehabilitálva Robert folytatta egyházi tisztségek megszerzéséért vívott jogi harcát Alexander Gordon érsekkel. A háború végén, 1550-ben, Robert engedélyt kért Arrantól és a királynétól, hogy visszatérhessen Franciaországba, folytatni egyetemi tanulmányait. 1563-ban visszakapta püspöksége bevételeit.
Amikor 1571-ben bátyja, Matthew meghalt, a Lennox gróf cím örököse, Matthew legidősebb fia, Lord Darnley már halott volt. Így az ő fia, VI. Jakab skót király örökölte a Lennox grófja címet, amely a koronába olvadt. 1572-ben a címet Matthew második fia, Charles (Darnley öccse) számára újra létrehozták, ő 1576-ban fiú utód nélkül halt meg, a cím újra megszűnt. Robert Stewart következett az öröklési sorban, az uralkódó 1578. június 16-án Robertet Lennox grófjává ( 1578 (IV)) és Lord Darnley-vá nevezték ki.
1579. január 6-án Robert feleségül vette Elizabeth Stewartot, Atholl 4. grófjának, John Stewartnak a lányát, Hugh Frasernek özvegyét. A házasságukat 1581. május 19-én felbontották. A katolikus püspökként kötött házasság rendkívül szokatlan lépés volt. Valószínű, hogy ezért konfliktusokba keveredett egyházi és világi körökkel is. Nincs adat arról, hogy erre a házasságra külön pápai engedélyt kapott volna. Inkább politikai helyzetéből és az egyházban betöltött reformáció előtti szerepéből adódhatott, hogy a házasságkötését mégis lehetővé tették.
1580-ban Robert lemondott a Lennox grófságról és a Lord Darnley címeiről, hogy I. Jakab angol király az általa kedvelt és támogatott Esmé Stewartnak, Robert unokaöccsének adományozhassa. Robert ekkor 58 éves volt és gyermektelen. Robert számára ekkor létrehozták a March grófság ( 1580 (V))és a Lord Dunbar címeket, amelyeket haláláig viselt.
Esmé Stewart (~1542–1583) 1. grófja (V), Lennox 1. hercege (I)
Esmé (néha Esdé) Stewart a Stewartok Darnley ágának a franciaországi Aubigny-ben élő családjából származott. Nagyapja John Stewart  Lennox 3. grófja (II) volt, apja John Stuart Aubigny 5. ura. Esmé Stewart (~1542–1583. május 26.) élete nagy részét Franciaországban töltötte. 1567. május 31-én örökölte a történelmi Berry-megyében lévő Aubigny birtokot és a hozzá tartozó uradalmakat, beleértve az Aubigny kastélyt Aubigny-sur-Nère városában és a közeli másodlagos rezidenciát, az oizon-i Verrerie kastélyt (Château de la Verrerie).
37 évesen érkezett Skóciába, hogy részt vegyen távoli unokatestvérével, az akkor 13 éves VI. Jakab skót király hivatalos edinburgh-i bevonulásán, ez jelezte, hogy a régens helyett az uralkodó megkezdve személyes uralkodását. Esmé mint egzotikus látogató elbűvölte a fiatal Jakabot, aki kitüntetésekkel és ajándékokkal halmozta el. Tagja lett a skót titkos tanácsnak. 1580. március 5-én Stewart elnyerte a Lennox grófja címet ( 1580 V)
VI. Jakab értékes ékszereket ajándékozott Esmé Stewartnak, amelyek Stuart Mária gyűjteményéből maradtak meg. 1581 júniusában egy gyöngyökből és gyémántokból álló arany övet vagy láncot, októberben pedig egy gyémántokkal és rubinokkal díszített arany keresztet, rubin- és gyémántláncot, egy gyémánt carcan  nyakláncot arany rózsákkal, valamint hozzá illő hajdíszeket és más ékszereket kapott. 1581. augusztus 5-én a király Lennox hercegévé ( 1581 I) emelte.
Esmé Stewart gyors felemelkedését a korábbi skót régens, James Douglas, Morton 4. grófja és követői ellenszenvvel fogadták. A presbiteriánus Skóciában egy katolikus herceg gondolata sokakban ellenérzéseket váltott ki. Lennoxnak választania kellett katolikus hite és a királyhoz való hűsége között. Lennox az utóbbit választotta, Ennek ellenére a Skót Egyház továbbra is gyanakodva tekintett Lennoxra nyilvános megtérése után, és különösen aggasztotta, amikor Lennox árulás vádjával bíróság elé állíttatta és kivégeztette Morton grófját.
Válaszul a skót nemesek az egyre növekvő hatalmú Lennox eltávolítását tervezték. Jakabot vendégként a Ruthven-kastélyba (ma Huntingtower kastély) csalták, ahol tíz hónapig fogva tartották. A Vállalkozó Lordok (Lord Enterprisers) ezután arra kényszerítették Jakabot, hogy száműzze Lennoxot. Egy hosszú nyilatkozatot adtak ki Lennox ellen 1582. szeptember 17-én Stirling várában, amelyben többek között vallását, Lord Darnley (Jakab apja), Moray régens és Lennox régens gyilkosaival való kapcsolatát, a királyi háztartás irányítását és nemzetközi intrikáit nevezték meg vádként.
Lennox visszatért Franciaországba. Bár a skót nemesek azt hitték, hogy Lennox megtérése lelepleződik majd, miután visszatért Franciaországba, ő továbbra is presbiteriánus maradt. Egyik közeli skót családtagjának írt utolsó levelében James Stewart azt kérte, hogy gondoskodjon fiáról, és szerezze vissza a skót birtokokat számára. Lennox 1583. május 26-án hunyt el Párizsban, és legidősebb fia, Ludovic követte őt a hercegi címben. Lennox halála után William Schaw visszavitte a szívét Jakab királynak Skóciába, majd követte őt Lennox özvegye és legidősebb fia, Ludovic Stewart is. Jakab arra utasította fiát, I. Károlyt, hogy gondoskodjon róluk, aki teljesítette ezt a kötelezettséget, így a Lennox családnak jelentős befolyása volt a skót és az angol udvarban a következő két generációban.
Harmadik családfa
- Folytatás az előző családfától!
- John Stewart (~1430–1495)  Lennox 1. grófja (II)
  - Elizabeth Stuart (~1465–1529). Férje: Archibald Campbell,  Argyll 2. grófja (II)
  - Robert Stuart d’Aubigny (1470–1544), Aubigny 4. ura,  Beaumont-le-Roger grófja ♣
  - Matthew Stewart (1460[m 26]–1513),  Lennox 2. grófja (II)
    - John Stewart (1490–1526),  Lennox 3. grófja (II)
      - Helen Stuart (1512/26–1564). Első férje: William Hay,  Erroll 6. grófja (1521–1541). Második férje: John Gordon,  Sutherland 11. grófja (1525–1567)
        - Jean Stewart (~1540–1570). Férje: Andrew Hay (1531–1585),  Erroll 8. grófja

      - Matthew Stuart (1516–1571),  Lennox 4. grófja (II). Felesége: Margaret Douglas (1515–1578)
        - Stuart Henrik (1546 – 1567. február 10.), Lord Darnley. ♦ Felesége: Mária, a skótok királynője[m 39]
          -  I. Jakab angol, VI. Jakab skót király és az ő leszármazottjai.

        - Charles Stuart (1555–1576),  Lennox 1. grófja (III). Felesége: Elizabeth Cavendish (1555–1582)
          - Arabella Stuart (1575–1615). Férje William Seymour (1588–1660), Somerset 2. hercege

      - Robert Stewart (~1522–1586), Caithness püspöke,  Lennox 1. grófja (IV) 1580-ig, 1580-tól  March 1. grófja (III). Felesége: Elizabeth Stewart (1549–1595)
      - John Stuart (~1519–1567), Aubigny 5. ura
        - Esmé Stewart (1542 – 1583),  Lennox 1. grófja (V),  Lennox 1. hercege (I)[m 40]
          - Innen lásd a Lennox hercege szócikket!

## Címerek
A címerpajzsok a középkorban szigorú szabályoknak feleltek meg. John Stewart of Darnley címerpajzsában egyesül a Stewartok címere és a francia ág címere. A második létrehozás grófjai egyesítik ezt címert az első létrehozás címerével, a Lennox címerrel.
- A Lennox (I) címerpajzs. A pajzson hullámos szélekkel rendelkező sókereszt négy vörös rózsa között, mindegyik természetes színű.
- A Stewart család címerpajzsa. Pajzs: aranyszínű mezőn vízszintesen középen elhelyezett ezüst és kék kockás sáv. A kockás minta szimbolizálhatja a "checker" pénzügyi igazgatás tisztségét.
- John Stewart (–1298) címerpajzsa. Az előző leírás kiegészül egy fekete átlós sávval a pajzson, a fekete sávon három arany csat található, amelyek általában egyenlő távolságra helyezkednek el. Az aranycsattok megjelennek a következő címeren a liliomos mezőt keretezve.
- A család francia ágának címerpajzsa. John Stewart of Darnley a francia király Évreux grófjává nevezte ki. A címet Stewart a költségei kiegyenlítése végett kapta, de a grófságot az angolok tartották megszállva. Ezért Darnley ajánlatot tett a királynak a cím visszaváráslására ötvenezer aranykoronáért[m 41]. A háborút viselő uralkodónak nem volt erre pénze, ehelyett 1428 februárjában uralkodói oklevélben feljogosította John Stuart of Darnley-t, hogy örökké viselje címerében Franciaország pajzsait...[m 42]
- A francia ág és a Stewartok egyesített címerpajzsa. John Stewart of Darnley a fő Stewart-családból kiválló Aubigny ág első képviselője volt, ezt jelenti a vörös balharánt pólya.
- A Lennox grófja (II) címerpajzsa. Négyelt pajzs. Az 1. és 4. mező: kék alapon három arany liliom vörös szegélyen belül, amely nyolc arany csattal díszített (Aubigny uradalom). A 2. és 3. mező: arany alapon ezüst és kék kockás vízszintes sáv egy vörös hullámos szegélyen belül (Stewart of Darnley). Szívpajzs: ezüst alapon egy hullámos andráskereszt négy vörös rózsa között (Lennox grófság). A Stewart mezők hullámos széle jelenti, hogy a francia ág fontosabb származást jelent.
- A Lennox hercege (I) címerpajzsa. Esmé Stewart, (1542–1583), Lennox 1. grófja (V), majd Lennox 1. hercege (I). Ezt a címerpajzsot használta az első kreáció összes hercege. A Bonkyll ágra utaló csat-keret átkerült a Stewart mezőre, amely az erősebb kötődést jelenti, a liliomos mező széle ezért hullámos. A mezők sorrendje változatlan, a fontossági sorrend nem változott.